# Sunbeam Tiger
O Sunbeam Tiger é uma versão V8 de alto desempenho do roadster Sunbeam Alpine do britânicoRootes Group, projetado em parte pelo designer de automóveis e piloto de corrida americano Carroll Shelby e produzido de 1964 a 1967. Shelby havia realizado uma conversão V8 semelhante no AC Cobra, e esperava receber a oferta do contrato para produzir o Tiger em suas instalações nos Estados Unidos. Em vez disso, Rootes decidiu contratar o trabalho de montagem para Jensen em West Bromwich, na Inglaterra, e pagar a Shelby royalties por cada carro produzido.
Duas versões principais do Tiger foram construídas: o Mark I (1964–1967) foi equipado com o Ford V8 4,3 L; o Mark II, do qual apenas 633 foram construídos no último ano de produção do Tiger, foi equipado com o Ford 4,7 L de maior cilindrada motor. Dois protótipos e versões extensivamente modificadas do Mark I competiram nas 24 Horas de Le Mans de 1964, mas nenhum deles completou a corrida. Rootes também inscreveu o Tiger em ralis europeus com algum sucesso e, por dois anos, foi o detentor do recorde nacional da American Hot Rod Association em uma pista de arrancada de quarto de milha.
A produção terminou em 1967 logo após o Grupo Rootes ter sido adquirido pela Chrysler, que não tinha motor adequado para substituir o Ford V8. Devido à facilidade e acessibilidade de modificar o Tiger, restam poucos carros na forma padrão.

## Contexto
O Sunbeam Tiger foi um desenvolvimento do Sunbeam Alpine série I, lançado pelo fabricante britânico Rootes em 1959. Rootes percebeu que o Alpine precisava de mais potência se quisesse competir com sucesso nos mercados mundiais, mas faltava um motor adequado e o recursos para desenvolver um. A empresa abordou a Ferrari para redesenhar o motor de quatro cilindros em linha padrão, reconhecendo o prestígio que "movido pela Ferrari" provavelmente traria. As negociações inicialmente correram bem, mas acabaram fracassando.
Em 1962, o piloto de corrida e campeão de Fórmula 1 Jack Brabham propôs ao gerente de competição da Rootes, Norman Garrad, a ideia de equipar o Alpine com um motor Ford V8, que Garrad retransmitiu a seu filho Ian, então gerente de vendas da Costa Oeste da Rootes American Motors Inc. Ian Garrad morava perto da operação Shelby American de Carroll Shelby, que havia feito uma conversão V8 semelhante para o AC Cobra britânico.

## Protótipo inicial
Segundo o jornalista William Carroll, após medir o compartimento do motor do Alpine com "um instrumento de 'precisão' de antecedentes questionáveis" – uma régua de madeira – Ian Garrad despachou seu gerente de serviços, Walter McKenzie, para visitar as concessionárias locais de carros novos, em busca de um motor V8 que pudesse servir. McKenzie voltou com a notícia de que o motor Ford 260 V8 parecia adequado, que, além de sua vantagem de tamanho, era relativamente leve com 200 kg. Ian Garrad pediu a Shelby uma ideia da escala de tempo e custo para construir um protótipo, que Shelby estimou em oito semanas e US$ 10 mil. Ele então abordou Brian Rootes, chefe de vendas do Grupo Rootes, para obter financiamento e autorização para construir um protótipo, com o qual Brian Rootes concordou.

Bem, tudo bem, com esse preço, quando podemos começar? Mas, pelo amor de Deus, mantenha isso em segredo do papai [Lord Rootes] até que você tenha notícias minhas. Vou conseguir de alguma forma os US$ 10.000, possivelmente da conta de publicidade.

Brian Rootes
Ian Garrad, impaciente para determinar se a conversão era viável, contratou o piloto e fabricante Ken Miles para construir outro protótipo o mais rápido que pudesse. Miles recebeu um orçamento de US$ 800, um Alpine Série II, um motor Ford V8 e uma transmissão automática de 2 velocidades, e em cerca de uma semana ele fez uma conversão V8 em funcionamento, comprovando assim o conceito.
Shelby começou a trabalhar em seu protótipo, o carro branco como ficou conhecido, em abril de 1963, e no final do mês ele estava pronto para testes em Los Angeles. Ian Garrad e John Panks, diretor da Rootes Motors Inc. da América do Norte, testaram uma versão inicial do carro e ficaram tão impressionados que Panks escreveu um relatório brilhante para Brian Rootes: "temos um carro esporte tremendamente emocionante que lida com extremamente bem e tem um desempenho equivalente a um Jaguar XX-K  … é bastante evidente que temos uma experiência muito bem sucedida que agora pode ser desenvolvida num carro de produção."
Provisoriamente conhecido como Thunderbolt, o protótipo Shelby era mais polido que a versão Miles, e usava uma transmissão manual Ford de 4 velocidades. O Ford V8 era apenas 3,5 polegadas mais longo do que o motor de 4 cilindros do Alpine que substituiu, então a principal preocupação era a largura do motor. Como Miles, Shelby descobriu que o Ford V8 caberia apenas no compartimento do motor Alpine: "Acho que se a figura de linguagem sobre a calçadeira alguma vez se aplicasse a alguma coisa, certamente o fez ao guincho forte para conseguir aquele 260 Ford entra no compartimento do motor Sunbeam. Havia um lugar para tudo e um espaço para tudo, mas positivamente não sobrava um centímetro."